# Lizhai (socken i Kina, lat 33,77, long 116,14)
Lizhai (kinesiska: 李寨, 李寨乡) är en socken i Kina. Den ligger i provinsen Henan, i den centrala delen av landet, omkring 250 kilometer sydost om provinshuvudstaden Zhengzhou.
Genomsnittlig årsnederbörd är 1 043 millimeter. Den regnigaste månaden är augusti, med i genomsnitt 193 mm nederbörd, och den torraste är januari, med 13 mm nederbörd.